# Kopačevo
Kopačevo est un village de la municipalité de Bilje (Comitat d'Osijek-Baranja) en Croatie. Au recensement de 2011, le village comptait 559 habitants.